# Dorcadion maljushenkoi
Dorcadion maljushenkoi là một loài bọ cánh cứng trong họ Cerambycidae.